# Pontinus kuhlii
Pontinus kuhlii är en fiskart som först beskrevs av Bowdich 1825.  Pontinus kuhlii ingår i släktet Pontinus och familjen Scorpaenidae. Inga underarter finns listade i Catalogue of Life.